# Diana L. Paxson

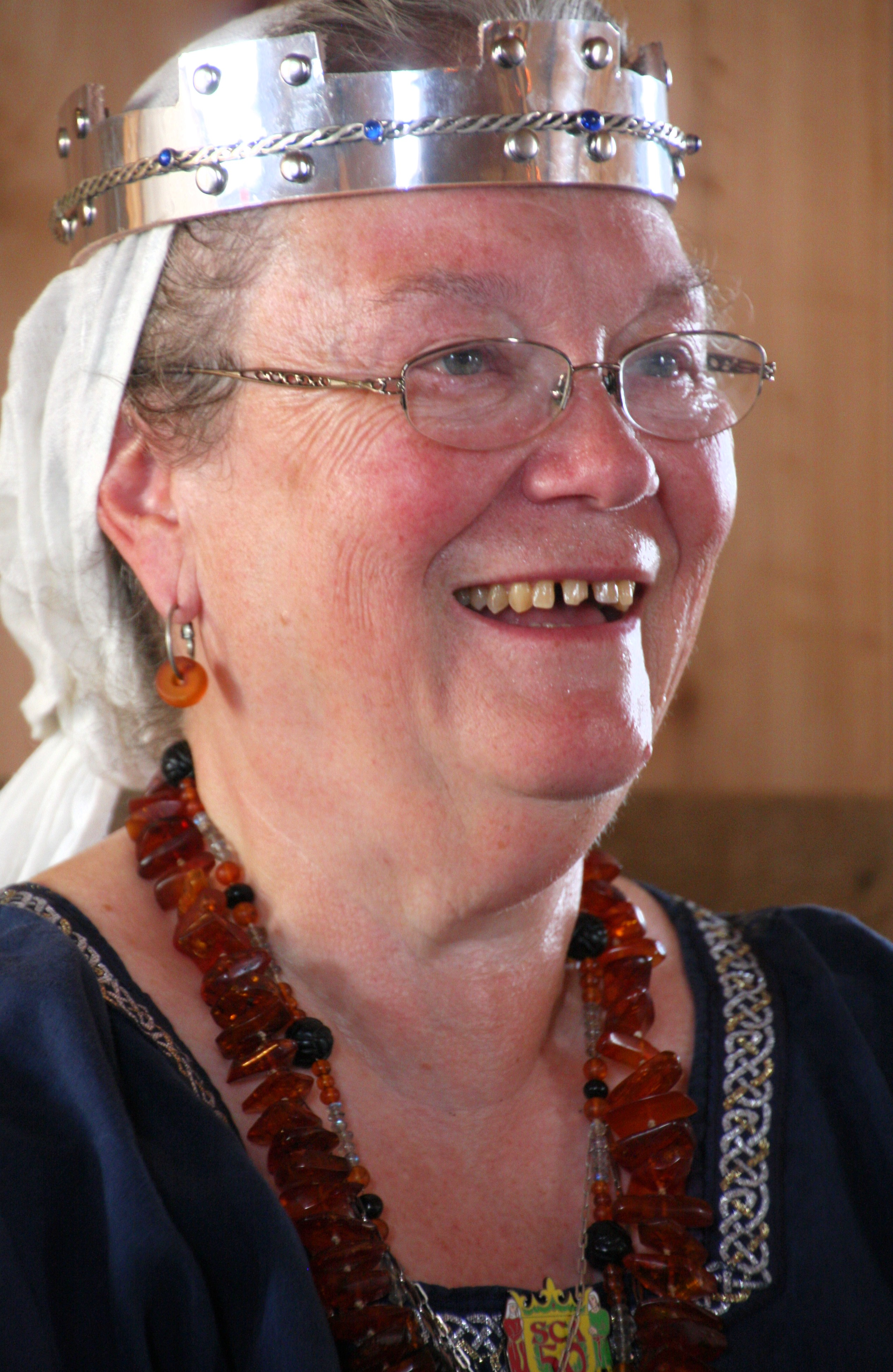
Diana L. Paxson (2016)

Diana L. Paxson (* 20. Februar 1943 in Detroit, Michigan) ist eine US-amerikanische Schriftstellerin von historischen Fantasy-Romanen.
Mit ihrer Schwägerin Marion Zimmer Bradley schrieb sie an dem fünften Band der Avalonsaga und beendete nach dem Tod ihrer Schwägerin die Fortsetzung Die Ahnen von Avalon. Selbst wurde sie bekannt durch ihren Westria-Zyklus. Eher in die Richtung historischer Roman ging das Werk Die Töchter der Nibelungen, in denen sie die Nibelungensage nacherzählte. Neben ihren historischen Romanen und Fantasy-Romanen, schrieb die bekennende Asatru auch über Runen und die Asatru-Religion. Sie wohnt in Greyhaven, einem Künstlerhaus in Berkeley, Kalifornien, wo auch schon Marion Zimmer Bradley gelebt hat.

## Werke
(Die Auflistung der Werke orientiert sich am Datum der Erstveröffentlichung. Die Reihenfolge der Serien richtet sich nach dem ersten veröffentlichten Band der jeweiligen Serie. Die Angaben zur Internationalen Standardbuchnummer (ISBN) beziehen sich auf die erste Ausgabe des jeweiligen Werkes.) 

### Die Juwelen von Westria
In der Originalausgabe erschien die Serie unter dem Titel Westria.
- Lady of Light, Timescape / Pocket Books 1982, ISBN 0-671-45597-4
  - Tochter des Lichts, Bastei Lübbe 1988, Übersetzerin Lore Straßl, ISBN 3-404-20112-5
- Lady of Darkness, Timescape / Pocket Books 1983, ISBN 0-671-45882-5
  - Tochter der Finsternis, Bastei Lübbe 1988, Übersetzerin Lore Straßl, ISBN 3-404-20114-0
- Silverhair the Wanderer, Tor 1986, ISBN 0-8125-4860-4
  - Silberhaar der Wanderer, Bastei Lübbe 1990, Übersetzerin Lore Straßl, ISBN 3-404-20138-8
- The Earthstone, Tor 1987, ISBN 0-8125-4862-0
  - Der Erdstein, Bastei Lübbe 1990, Übersetzerin Lore Straßl, ISBN 3-404-20147-7
- The Seastar, Tor 1988, ISBN 0-8125-4864-7
  - Der Meerstern, Bastei Lübbe 1991, Übersetzerin Lore Straßl, ISBN 3-404-20153-1
- The Wind Crystal, Tor 1990, ISBN 0-8125-0040-7
  - Der Windkristall, Bastei Lübbe 1991, Übersetzerin Lore Straßl, ISBN 3-404-20165-5
- The Jewel of Fire, Tor 1992, ISBN 0-8125-1110-7
  - Das Feuerjuwel, Bastei Lübbe 1995, Übersetzerin Susi Grixa, ISBN 3-404-20264-3
- The Golden Hills of Westria, Tor 2006, ISBN 0-7653-0889-4

### Die Töchter der Nibelungen
In der Originalausgabe erschien die Serie unter dem Titel Wodan's Children.
- The Wolf and the Raven, William Morrow 1993, ISBN 0-688-10821-0
  - Brunhilds Lied, Bastei Lübbe 2000, Übersetzer Helmut W. Pesch, ISBN 3-404-20380-1
- The Dragons of the Rhine, AvoNova / William Morrow 1995, ISBN 0-688-13986-8
  - Sigfrids Tod, Bastei Lübbe 2000, Übersetzer Stefan Bauer, ISBN 3-404-20387-9
- The Lord of Horses, AvoNova / William Morrow  1996, ISBN 0-688-14606-6
  - Gudruns Rache, Bastei Lübbe 2000, Übersetzer Stefan Bauer und Helmut W. Pesch, ISBN 3-404-20394-1

### Chronicles of Fionn mac Cumhal
Die Serie entstand in Zusammenarbeit mit Adrienne Martine-Barnes.
- Master of Earth and Water, AvoNova / William Morrow 1993, ISBN 0-688-12505-0
- The Shield Between the Worlds, AvoNova / William Morrow 1994, ISBN 0-688-13176-X
- Sword of Fire and Shadow, AvoNova / William Morrow 1995, ISBN 0-688-14156-0

### Der Britannien-Zyklus
In der Originalausgabe erschien die Serie unter dem Titel The Hallowed Isle.
- The Book of the Sword, Avon Eos 1999, ISBN 0-380-78870-5
  - Die Herrin vom See, Bastei Lübbe 2000, Übersetzer Michael Krug, ISBN 3-7857-2000-9
- The Book of the Spear, Avon Eos 1999, ISBN 0-380-80546-4
  - Die Herrin der Raben, Bastei Lübbe 2001, Übersetzer Michael Krug, ISBN 3-7857-2041-6
- The Book of the Cauldron, Avon Eos 1999, ISBN 0-380-80547-2
  - Die Herrin von Camelot, Bastei Lübbe 2002, Übersetzer Michael Krug, ISBN 3-7857-2062-9
- The Book of the Stone, Avon Eos 2000, ISBN 0-380-80548-0
  - Die Herrin der Insel, Bastei Lübbe 2002, Übersetzer Michael Krug, ISBN 3-7857-2083-1

### Weitere Werke
- Brisingamen, Berkley Books 1984, ISBN 0-425-07298-3
- White Mare, Red Stallion, Berkley Books 1986, ISBN 0-425-08531-7
- The Paradise Tree, Ace Books 1987, ISBN 0-441-65134-8
- The white Raven, William Morrow 1988, ISBN 0-688-07496-0
  - Der Zauber von Erin, Bastei Lübbe 1993, Übersetzerin Lore Straßl, ISBN 3-404-20207-4
- The Serpents Tooth, William Morrow 1991, ISBN 0-688-08339-0
  - Die Keltenkönigin, Bastei Lübbe 1996, Übersetzerin Lore Straßl, ISBN 3-404-20281-3
- Essential Asatru: Walking the Path of Norse Paganism 2006, ISBN 0-8065-2708-0
- Taking Up the Runes 2005, ISBN 1-57863-325-7